# Heinz Hilmer
Heinz Hilmer (* 1936 in Münster) ist ein deutscher Architekt und Mitbegründer des Architekturbüros Hilmer & Sattler.

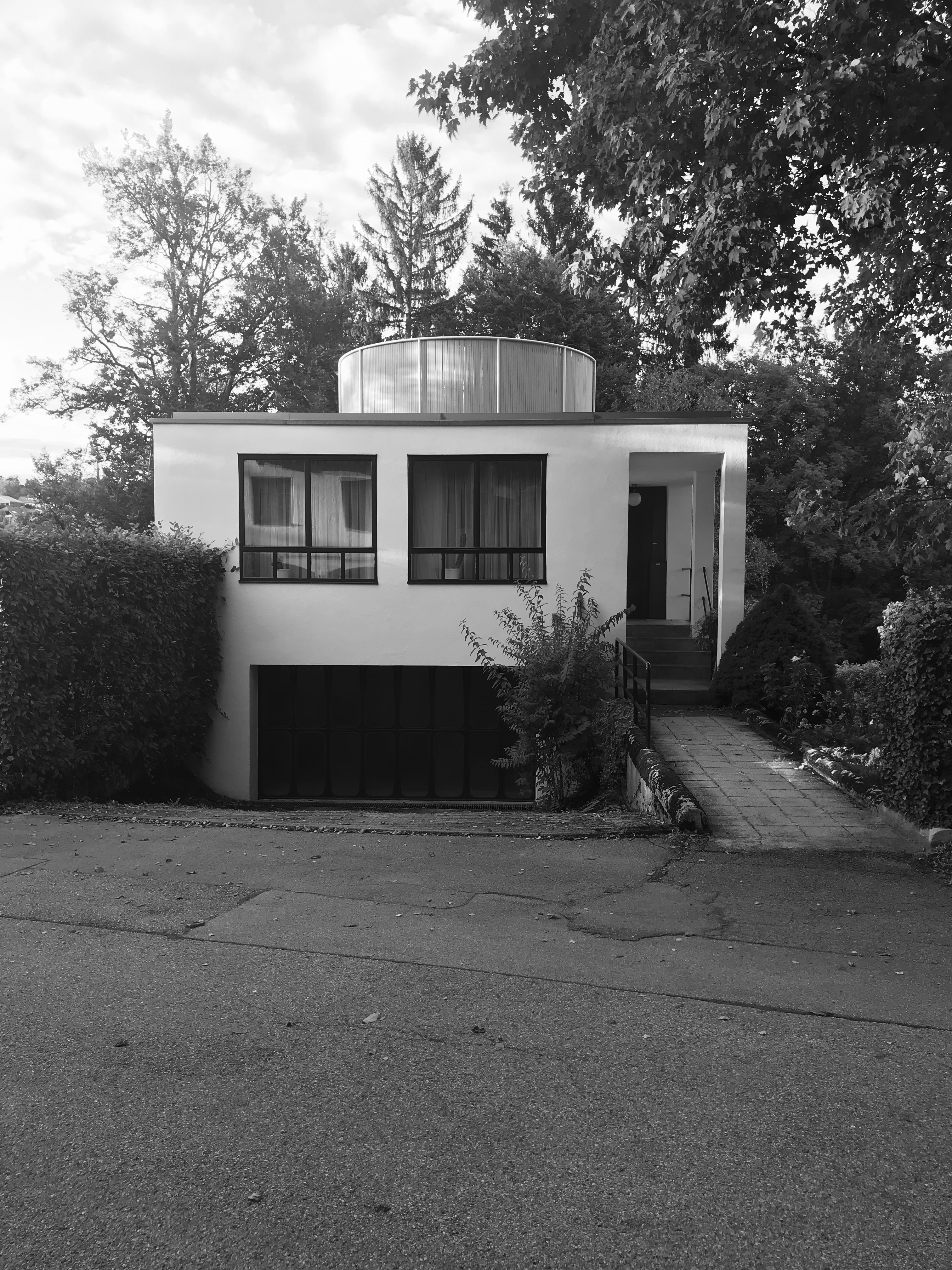
Haus Habermas, Starnberg

## Leben
Hilmer besuchte ab 1950 die katholische Internatsschule in Gaesdonck bei Goch. Nach seinem Schulabschluss 1957 studierte er bis 1963 Architektur an der Technischen Hochschule München bei Johannes Ludwig, Josef Wiedemann und Franz Hart. Nach dem Studium war Heinz Hilmer für zwei Jahre Baureferendar. 1965 schloss er seine 2. Staatsprüfung ab. Zwischen 1965 und 1968 war Hilmer Beamter der Bayerischen Staatsbauverwaltung. Danach folgten zehn Jahre in der Planungsabteilung der Neuen Heimat Bayern.
Im Jahr 1974 gründete Hilmer zusammen mit Christoph Sattler das Architekturbüro Hilmer & Sattler. Er schied 2014 aus der Geschäftsführung aus. Aus dem Büro Hilmer & Sattler gingen die Nachfolgebüros Hilmer & Sattler und Albrecht und Hilmer Sattler Architekten Ahlers Albrecht hervor.
Hilmer ist Mitglied des Bund deutscher Architekten.

## Bauten

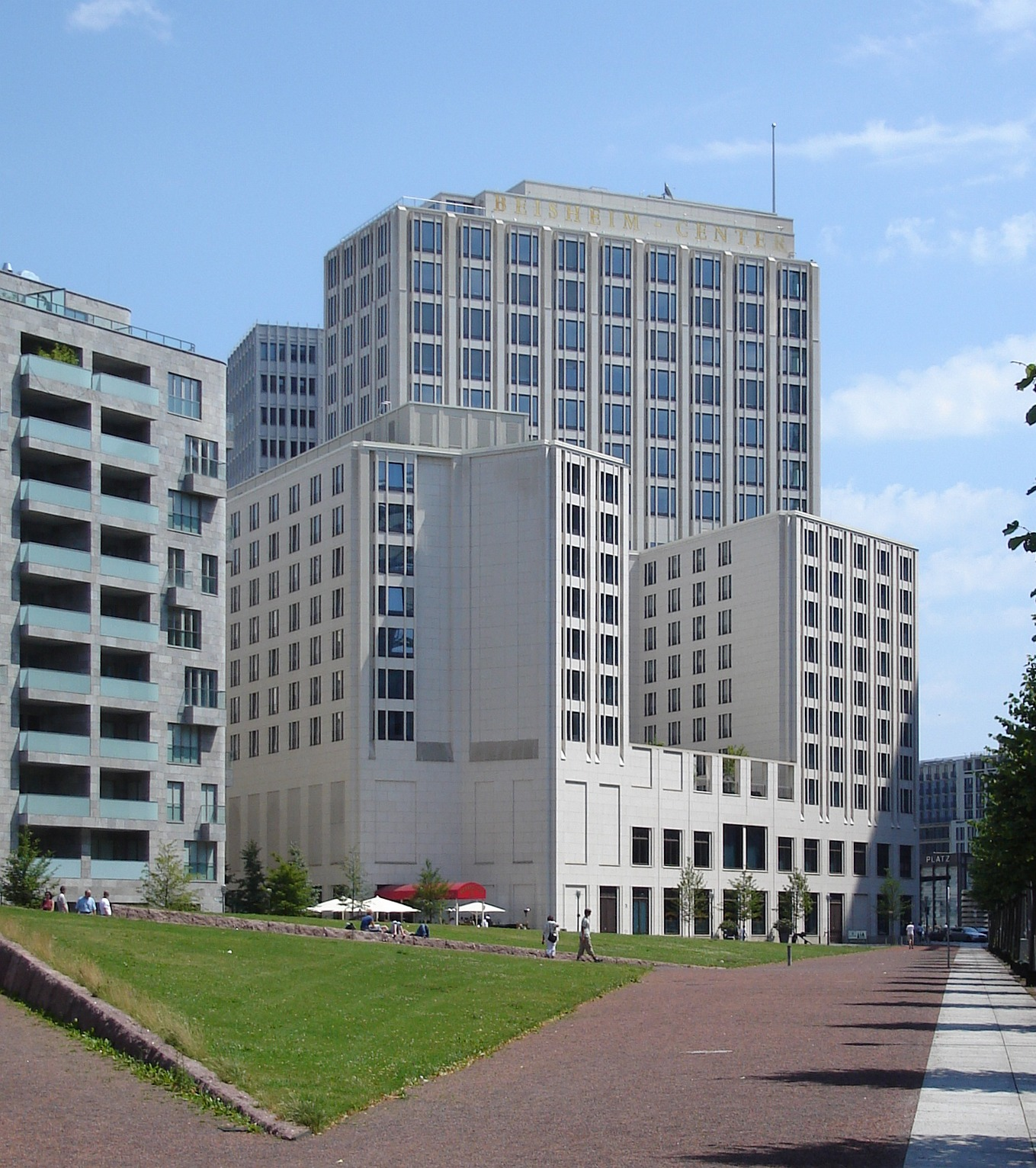
Ritz-Carlton, Beisheim-Centers

- seit 1969: Sanierung der Altstadt Karlsruhe
- 1971–1972: Haus Habermas, Starnberg
- 1981: Wohnhaus Hans Herter, München
- 1979–1982: Wohnsiedlung documenta urbana (städtebauliches Konzept und Gebäudeplanung), Kassel
- 1986: Seeparkturm, Freiburg im Breisgau
- 1988: Städtebaulicher Rahmenplan für Pforzheim
- 1990–1993: Studentenwohnheim Freiwasser, Eichstätt[2]
- 1991: städtebauliche Gesamtplanung des Potsdamer und Leipziger Platzes
- 1993: U-Bahnhof Am Hart, München
- 1994: Kupferstichkabinett Berlin
- 1995–1997: Modernisierung des Schlosses Elmau
- 1995–2006: Bahnhof Potsdamer Platz
- 1998: U-Bahnhof Mendelssohn-Bartholdy-Park, Berlin
- 1998: Berliner Gemäldegalerie
- 1998–2000: Umbau des Martin-Gropius-Baus, Kreuzberg
- 1999–2002: Stadtbibliothek und Musikschule, Pforzheim
- 1999–2003: Zweiter Bauabschnitt der „Fünf Höfe“, München (Bauteil Salvatorstraße)
- 2000–2003: Hotel Ritz-Carlton am Potsdamer Platz, Berlin
- 2001–2003: Neues Globushaus am Gottorfer Riesenglobus im Park des Schlosses Gottorf
- 2005: Globushaus, Neuwerkgarten
- 2005–2007: The Charles Hotel, München
- 2009: Kongresszentrum des Hotel Einstein, St. Gallen
- 2009: Beisheim-Center, Berlin
- bis 2010: Masterplan für die Museumsinsel, Berlin mit Oswald Mathias Ungers und David Chipperfield
- bis 2012: Instandsetzung des Alten Museums, Berlin
- seit 2009: „Airtown“, städtebaulicher Plan für den Flughafen Berlin, Brandenburg
- 2008–2014: Nordbebauung der Zentrale des Bundesnachrichtendienstes, Berlin mit Henn Architekten

## Auszeichnungen und Preise

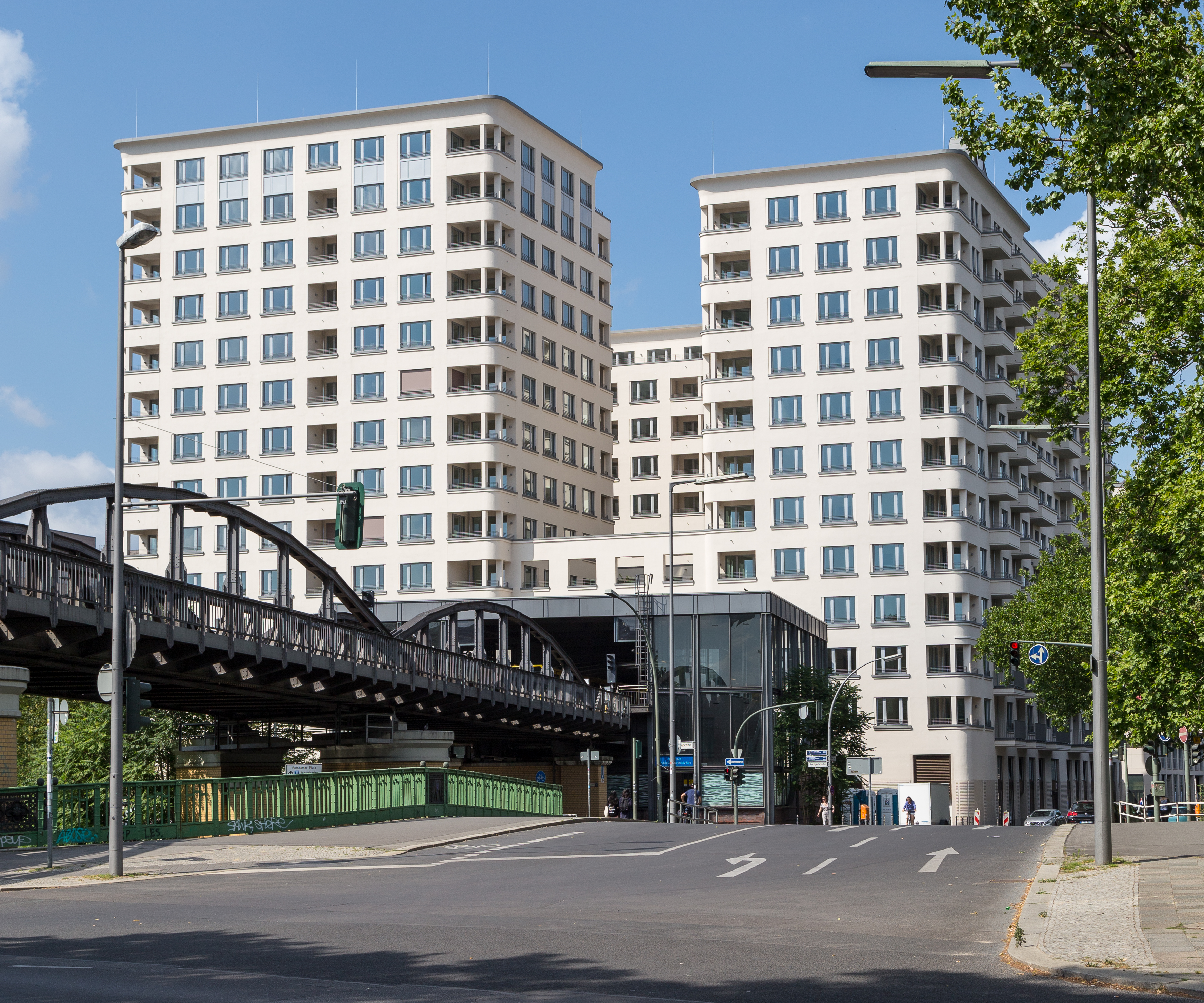
U-Bahnhof Mendelssohn-Bartholdy-Park

- 1977: BDA-Preis Bayern für Haus Habermas, Starnberg
- 1981: BDA-Preis Bayern für Wohnhaus Hans Herter, München
- 2003: Architekturpreis der Landeshauptstadt München

## Ausstellung
- 1987: Internationale Bauausstellung